# Kai Havertz
Kai Lukas Havertz, född 11 juni 1999, är en tysk fotbollsspelare som spelar för Arsenal. Han representerar även Tysklands landslag.

## Klubbkarriär
Havertz började spela fotboll i Alemannia Mariadorf. 2008 gick han över till Alemannia Aachen.

### Bayer Leverkusen
Redan som 11-åring, 2010, började han spela för Bayer Leverkusen. Havertz debuterade i Bundesliga den 15 oktober 2016 i en 2–1-förlust mot Werder Bremen, där han byttes in i den 83:e minuten mot Charles Aránguiz. Han blev då klubbens dåvarande yngste Bundesliga-debutant någonsin, 17 år och 126 dagar gammal. Den 2 april 2017 gjorde han sitt första mål för klubben i en 3–3-match mot VfL Wolfsburg och slog då ytterligare ett klubbrekord när han blev klubbens dåvarande yngsta målgörare i Bundesliga någonsin. Båda rekordens slogs sedan av Florian Wirtz.

### Chelsea
Den 4 september 2020 blev Havertz officiellt klar för den engelska klubben Chelsea för en summa mellan 71 och 89 miljoner pund, beroende på hur Chelsea presterar. Han blev då klubbens dyraste värvning någonsin efter att han slagit det tidigare rekordet på 71 miljoner pund som målvakten Kepa Arrizabalaga blev värvad för. Han gjorde sin debut för Chelsea den 14 september 2020 i en 1–3-vinst mot Brighton & Hove Albion. Den 23 september 2020 gjorde han sin karriärs första hattrick i en 6–0-vinst mot Barnsley i Engelska Ligacupen. Havertz första Premier League-mål kom den 17 oktober 2020 i en oavgjord 3–3-match mot Southampton.
Den 29 maj 2021 avgjorde Havertz Champions League-finalen genom att göra 1–0 för Chelsea mot Manchester City. Han avgjorde även finalen i klubblags-VM 2021 med sitt 2–1-mål mot Palmeiras.

### Arsenal
Den 28 juni 2023 meddelade Arsenal att Havertz skrivit på ett långtidskontrakt med klubben.
Havertz gjorde sitt första ligamål för Arsenal den 30 september 2023 på en straffspark mot Bournemouth.  Det blev totalt 13 mål i Premier League samt ett mål i Uefa Champions League mot Lens.
I februari 2025 fick Havertz en hamstringskada under ett träningsläger i Dubai, som gjorde att han missade resten av säsongen. Havertz noterades för 15 mål och fem assist på 34 matcher i alla tävlingar i hans andra säsong för Arsenal.

## Landslagskarriär
Havertz representerade Tyskland vid EM 2020, där han gjorde Tysklands tredje mål i 4–2-segern mot Portugal, och ett mål när laget spelade oavgjort 2–2 mot Ungern och därigenom gick vidare från gruppspelet.
I november 2022 blev Havertz uttagen i Tysklands trupp till VM 2022. I gruppspelet gjorde han mål i 4–2-segern mot Costa Rica, men Tyskland gick inte vidare.